# Manfred Gentz
Manfred Gentz (* 22. Januar 1942 in Riga) ist ein deutscher Jurist und Manager.

## Ausbildung
Manfred Gentz studierte von 1961 bis 1965 Rechtswissenschaften an der Freien Universität Berlin und der Universität Lausanne. 1965 absolvierte er das erste Staatsexamen. Nach seiner Zeit als Assistent an der Freien Universität Berlin arbeitete er als Referendar, promovierte in Jura und legte 1970 sein zweites Staatsexamen ab.

## Tätigkeiten bei Daimler-Benz / Daimler-Chrysler
Ab 1970 arbeitete er als Junior Management Trainee bei Daimler-Benz. Nach vier Jahren wechselte er auf den Posten des Assistenten des Direktors Personal und übernahm weitere vier Jahre später einen Direktorenposten für Personal und Soziales. Ab 1982 war er Mitglied der Geschäftsbereichsleitung Nutzfahrzeuge und rückte ein Jahr später in den Vorstand der Daimler-Benz AG auf, zunächst noch als stellvertretendes Vorstandsmitglied. Ab 1985 war er festes Vorstandsmitglied und verantwortete bis 2004 dann auch bei der Daimler-Chrysler AG verschiedene Bereiche, unter anderem Finanzen, Personalwesen und Controlling. Gentz übernahm 1990 zudem den Posten als Vorstandsvorsitzender der Daimler-Benz Interservices AG in Berlin.
Gentz war Mitglied des Aufsichtsrates der DaimlerChrysler Aerospace AG und der DaimlerChrysler Services AG.

## Weitere Positionen
Außer seinen Tätigkeiten für Daimler-Benz hatte oder hat Gentz noch verschiedene weitere Posten inne. Als Mitglied des Aufsichtsrates fungierte er bei der Bewag AG, der Deutschen Hypothekenbank Frankfurt-Hamburg AG, der DWS Investment GmbH (bis April 2009), der Hannoverschen Lebensversicherung AG (1985–2005), der Agrippina-Versicherung AG (1987–1995), der Zürich Beteiligungs-AG (1996–2005), der Zurich Financial Services (dort war er auch 2005–2012 Präsident des Verwaltungsrates), der Adidas AG und 2008–2012 als Aufsichtsratsvorsitzender der Deutschen Börse AG.
Seit September 2013 ist er darüber hinaus Vorsitzender der Regierungskommission Deutscher Corporate Governance Kodex.
Er war ferner 2004–2014 Präsident der Internationalen Handelskammer (ICC) Deutschland und seit 1996 Vizepräsident der IHK in Berlin.

## Ehrenamtliche Positionen
Gentz übernahm auch viele ehrenamtliche Positionen, hauptsächlich zur Förderung der Wissenschaft. So war er Vorsitzender des Kuratoriums der Technischen Universität Berlin, Vorstandsvorsitzender der Wirtschaftswissenschaftlichen Gesellschaft, welche ehrenamtliche Tätigkeiten an der Wirtschaftswissenschaftlichen Fakultät der Humboldt-Universität ausführt. Weitere Vorsitze hatte er im Kuratorium der TSB Technologiestiftung Berlin (bis 2006), im Aufsichtsrat des Instituts für Management und Technologie und im Vorstand der Hanns Martin Schleyer-Stiftung. Zudem war oder ist er Mitglied des Kuratoriums der Gottlieb Daimler- und Karl Benz-Stiftung, Mitglied der Initiative Europa eine Seele geben und Mitglied des Aufsichtsrates der WISTA-Management GmbH, sowie Member of the Board des Aspen Institutes.

## Auszeichnungen
Gentz wurde im Jahr 2000 die Ehrendoktorwürde (Dr. rer. oec. h. c.) der Technischen Universität Berlin verliehen und er wurde zwei Jahre später mit dem Großen Verdienstkreuz des Verdienstordens der Bundesrepublik Deutschland („Bundesverdienstkreuz“) ausgezeichnet. 2017 erhielt er die Ehrendoktorwürde der Handelshochschule Leipzig (HHL).